# ماورو كاباييرو
ماورو كاباييرو (بالإسبانية: Mauro Antonio Caballero)‏ (3 مايو 1972 في البرازيل - ) هو لاعب كرة قدم باراغواياني في مركز الهجوم، شارك في الألعاب الأولمبية الصيفية 1992. وشارك مع منتخب باراغواي الأولمبي لكرة القدم ومنتخب باراغواي لكرة القدم. أما مع النوادي، فقد لعب مع أوليمبيا أسونسيون وتايجرز أونال وسيرو بورتينيو ونادي خورخي ويلسترمان ونادي ليبرتاد وناسيونال أسونسيون ونادي سول دي أميريكا وإستوديانتس دي ماردة ‏.

## وصلات خارجية
- ماورو كاباييرو على موقع الاتحاد الدولي (مؤرشف)  (الإنجليزية)
- ماورو كاباييرو على موقع الاتحاد الأوربي (الإنجليزية)
- ماورو كاباييرو على موقع قاعدة بيانات كرة القدم.إي يو (الإنجليزية)
- ماورو كاباييرو على موقع ناشيونال فوتبول تيمز (الإنجليزية)
- ماورو كاباييرو على موقع عالم كرة القدم.نت (الإنجليزية)
- ماورو كاباييرو على موقع أوليمبيديا (الإنجليزية)